# 크리스티나 신드리치
크리스티나 신드리치(Christina Cindrich, 1981년 8월 26일 ~ )는 미국의 배우, 텔레비전 배우, 영화배우이다.
피츠버그에서 태어났다.

## 영화
- 뱀파이어의 키스 (2009년)
- 스파이더맨 3 (2007년)
- 지미 키멜 라이브! (2003년) - 게스트 역
- 아메리칸 파이 2 (2001년)